# Le Loup, la Biche et le Chevalier
Pour les articles homonymes, voir Chanson douce (homonymie).
Le Loup, la Biche et le Chevalier, connue également sous le nom d'Une chanson douce, est une chanson française de 1950 interprétée par Henri Salvador. Standard de la chanson enfantine, elle figure parmi les classiques du répertoire d'Henri Salvador.

## Histoire
En 1950, la carrière d'Henri Salvador est déjà bien lancée. Trois ans plus tôt, il a remporté un énorme succès avec Maladie d'amour, son premier disque. Puis, il a joué dans l'opérette Le Chevalier Bayard aux côtés d'Yves Montand et en 1949, il obtient le Grand prix du disque de l'Académie Charles-Cros. C'est le moment que choisit Maurice Pon, alors comptable dans une entreprise de charbon, pour lui proposer une nouvelle chanson qu'il vient d'écrire en une nuit. Ils n'ont jamais travaillé ensemble mais les deux hommes se connaissent depuis quelques années. En effet, Henri Salvador faisait partie de l'orchestre de Ray Ventura pour qui Maurice Pon a co-signé le titre Bedelia,.
Le Loup, la Biche et le Chevalier ne ressemble pas aux chansons qu'Henri Salvador chante habituellement, son répertoire étant surtout fantaisiste. Mais les paroles lui plaisent, elles lui rappellent les berceuses de sa mère. Il accepte d'interpréter la chanson à condition que Maurice Pon modifie quelques paroles qui font allusion aux Antilles. Il met peu de temps à composer une mélodie inspirée du boléro, dans un style antillais : « J'ai fait la musique tout de suite, elle coulait de source,. » Au centre de la chanson, il insère « un accord be-bop de Dizzy Gillespie » car ça le frustre de ne pas pouvoir chanter du jazz comme il en rêve. Il y a aussi une raison harmonique pour l'introduction de ce G7 5+. Il permet de moduler d'un demi ton, ce qui relance l'intérêt de la ritournelle : « il s'agit d'une ballade pour enfants basée sur une musique antillaise, avec un accord de jazz complexe en plein milieu. C'est une forme de vice, ça ! ».
Grâce à la voix tendre et rassurante de Salvador, la chanson plaît immédiatement au public et devient un classique des berceuses. Ses admirateurs découvrent l'éclectisme de son répertoire : « il a tous les talents », dit-on alors de lui, avec raison. Elle scelle également le début d'une collaboration fructueuse entre Henri Salvador et son parolier : Le Petit Indien, L'Abeille et le Papillon, Le travail c'est la santé, etc.,.

## Reprises
La chanson est reprise par Philippe Katerine et Francis et ses peintres sur l'album 52 reprises dans l'espace sorti en 2011.

## Dans la culture
(source : générique)
- 2001 : C'est la vie de Jean-Pierre Améris, interprétée par Sandrine Bonnaire